# Келдибеков, Ахматбек Келдибекович
Ахматбек Келдибекович Келдибеков (кирг. Ахматбек Келдибекович Келдибеков; род. 16 июня 1966, Суфи-Курган, Ошская область) — киргизский государственный деятель, председатель Жогорку Кенеша V созыва.

## Биография
Родился 15 июня 1966 года в селе Суфи-Курган Ошской области. С 1984 по 1986 годы служил в рядах Вооружённых Сил СССР. После демобилизации из армии был рабочим в совхозе «Правда» Алайского района. Вскоре поступил в Воронежский политехнический институт, который окончил в 1990 году, получив специальность «инженер-механик». Впоследствии получил второе высшее образование по специальности «финансы и кредит», окончив в 1999 году Институт переподготовки и повышения квалификации кадров при Киргизском государственном национальном университете. Проходил стажировки и курсы повышения квалификации в Саудовской Аравии, США, Филиппинах.
15 мая 2008 года в Киргизском экономическом университете защитил диссертацию «Экономические проблемы развития автомобильных дорог в Кыргызской Республике» на соискание учёной степени кандидата экономических наук, выполненную им Центре экономических стратегий при Министерстве экономического развития и торговли Киргизии.

## Трудовая деятельность
В 1990—1992 годах работал инженером в научно-исследовательском центре «Импульс» при Академии наук Киргизской ССР. В 1992—1993 гг. — заместитель директора по основным вопросам института машиностроения Национальной академии наук Киргизской Республики.

## Политическая деятельность
С 1993 года — на государственной службе. В 1993—1994 — главный специалист отдела развития отраслевой промышленности Министерства экономики и финансов Киргизии.
С 1994 по 2002 год находится на различных должностях в Министерстве финансов Киргизии:
- 1994—1995 — главный специалист отдела финансовой промышленности;
- 1995—1998 — начальник отдела финансирования транспорта и связи;
- 1998—2001 — начальник управления экономики и финансирования производственной инфраструктуры;
- 2001—2002 — заместитель министра.

С июня 2002 года по 14 января 2005 года занимает пост Председателя Социального фонда Киргизии.
В марте 2005 года избран  депутатом Жогорку Кенеша III созыва, в котором становится председателем Комитета по бюджету и финансам. В связи с роспуском президентом Киргизии Курманбеком Бакиевым киргизского парламента 22 октября 2007 года, депутатские полномочия Келдибекова прекращены досрочно.
С 16 октября 2008 года по 22 октября 2009 года занимал должность председателя Государственного комитета Киргизии по налогам и сборам, с 22 октября 2009 по 7 апреля 2010 года — председателя Государственной налоговой службы при Правительстве Киргизии.
На выборах в ноябре 2010 года избран депутатом Жогорку Кенеша V созыва, представлял Партию Ата-Журт. 17 декабря 2010 года избран Торага (Председателем) Жогорку Кенеша. В мае 2011 года избран заместителем председателя Межпарламентской Ассамблеи ЕврАзЭС. 12 декабря 2011 года сложил с себя полномочия Торага Жогорку Кенеша. 22 февраля 2012 года стал председателем комитета по бюджету и финансам Жогорку Кенеша.

## Почётные награды и звания
- Медаль «Данк» (2001)[4];
- Медаль «МПА СНГ. 20 Лет»[5];
- Орден «Содружество» (30 мая 2007, МПА СНГ) — за активное участие в деятельности Межпарламентской Ассамблеи и её органов, вклад в укрепление дружбы между народами государств — участников Содружества[6][4];
- Заслуженный экономист Киргизской Республики[4];
- Почётный президент федерации боевого самбо Киргизии[7].

## Семья
- Тесть — Нурмамбет Токтоматов, бывший директор Агентства Киргизской Республики по делам государственной службы, советник президента Киргизии[8];
- Жена —  Аида Токтоматова Нурмамбетовна , бывший директор Центра репродукции человека[9];
- Дети: 2 сына (Бекболот, Нурсултан), 3 дочери (Айбике, Саадат, Айлун)[10].